# Region (Frankreich)

Karte der französischen Regionen (seit 1. Januar 2016)

Karte der gegenwärtigen französischen Regionen mit den zugehörigen Départements (Maßstab variabel)

Die Regionen (französisch régions, Sg. région) sind staatliche Verwaltungseinheiten und zugleich collectivités territoriales (Gebietskörperschaften) in Frankreich.
Seit Anfang 2016 existieren 18 Regionen als staatliche Verwaltungseinheiten. Die 13 in Europa gelegenen Regionen umfassen jeweils mehrere administrative Départements, während die fünf Übersee-Regionen (régions d’outre-mer) mit den fünf französischen Übersee-Départements (Französisch-Guayana, Guadeloupe, Martinique, Mayotte und Réunion) identisch sind. Als Gebietskörperschaften existieren 14 reguläre Regionen (davon zwei in Übersee) und 4 Gebietskörperschaften mit Sonderstatus (Korsika, Französisch-Guayana, Martinique und Mayotte) die als Collectivités territoriales uniques neben den Aufgaben einer Region auch diejenigen eines Départements und im Falle Korsikas auch weitere zusätzliche Aufgaben ausüben. Die heutige Einteilung in 13 Regionen im europäischen Teil Frankreichs wurde 2014 von der Nationalversammlung beschlossen. Bis Ende 2015 bestanden dort noch 22 Regionen.
Die Regionen lassen sich in ihrer Größe mit den deutschen Bundesländern vergleichen. Sie sind jedoch keine Gliedstaaten mit eigener Verfassung oder Gesetzgebungskompetenz. Ihre Abgrenzung, Zuständigkeiten und Haushaltsmittel werden durch den Zentralstaat bestimmt.

## Aufbau und Funktion

### Grundlagen
Die Regionen wurden 1972 im Rahmen der Dezentralisierung des französischen Einheitsstaats zunächst durch ein einfaches Gesetz (loi nº 72-619) eingerichtet. Seit 1982 haben sie den Status von Gebietskörperschaften. Erst 2003 wurde ihre Existenz in Artikel 72 der Verfassung (neben Départements, Kommunen und weiteren Gebietskörperschaften) festgeschrieben. Die konkrete Ausgestaltung – Anzahl, Abgrenzung, Namen, Zuständigkeiten, Organe, Haushaltsmittel der Regionen – obliegt aber weiterhin dem einfachen Gesetzgeber. So konnten die Gesetzgebungsorgane der Französischen Republik (Nationalversammlung, Senat und Präsident) im Jahr 2015 die Regionen neu gliedern, ohne dass es der Zustimmung der betroffenen Regionen selbst bedurfte.
Die verschiedenen Ebenen der Gebietskörperschaften stehen nicht in einem hierarchischen vertikalen Verhältnis, d. h. die Départements und Kommunen unterliegen nicht der Aufsicht oder Weisung der Regionen. Stattdessen unterstehen alle Gebietskörperschaften unmittelbar der Republik und haben jeweils ihre eigenen Kompetenzen. In der Praxis überschneiden sich jedoch die Zuständigkeitsbereiche der verschiedenen Ebenen teilweise. Hier kommt es bestenfalls zu Koordinierung und Vernetzung, manchmal aber auch zu Kompetenzstreitigkeiten.

### Institutionen

#### Staatliche Verwaltung
Die Region ist die oberste von drei hierarchisch angeordneten Ebenen von Verwaltungseinheiten der allgemeinen dekonzentrierten Staatsverwaltung (circonscriptions administratives de droit commun), oberhalb der Départements und Arrondissements.
Der Leiter der staatlichen Verwaltung auf der Ebene der Region ist der von der Zentralregierung ernannte Regionalpräfekt (préfet de région). Diese Funktion wird jeweils in Personalunion von dem Präfekten des Départements ausgeübt, in dem sich der Hauptort der Region befindet. Der Regionalpräfekt koordiniert die Tätigkeit des Zentralstaates in der Region und leitet direkt die meisten der auf regionaler Ebene existierenden staatlichen Behörden (directions régionales), mit Ausnahme bestimmter Sachgebiete wie der Justizverwaltung, der Finanzverwaltung und des Bildungswesens, in denen fachspezifische Territorialbehörden den jeweiligen Ministerien unterstehen. Der Regionalpräfekt ist auf den meisten Sachgebieten (mit Ausnahme des Ausländerrechts, der Verwaltungspolizei und der Rechtsaufsicht über die Gebietskörperschaften) Vorgesetzter der Präfekten der zur Region gehörenden Départements. Er übt die Rechtsaufsicht über die jeweilige regionale Gebietskörperschaft aus und ist verantwortlich für die Aushandlung und Umsetzung der zwischen Staat und Region abzuschließenden Entwicklungsplanabkommen (contrats de plan État-région).

#### Gebietskörperschaften

##### Organe
Die Organe der Region als Gebietskörperschaft sind der Regionalrat (conseil régional), dessen Präsident (président du conseil régional) und der Regionale Rat für Wirtschafts-, Sozial- und Umweltfragen (conseil économique, social et environmemental régional).
Der Regionalrat (conseil régional) ist die beschlussfassende Volksvertretung der Region. Er wird alle sechs Jahre direkt gewählt Seit den Wahlen vom März 2004 wird bei den Regionalwahlen ein Wahlrecht nach Listen mit zwei Wahlgängen und einer „Mehrheitsprämie“ eingesetzt. Wenn im ersten Wahlgang keine Liste die absolute Mehrheit der Stimmen gewonnen hat, findet ein zweiter Wahlgang statt. An diesem nehmen alle Listen teil, die im ersten Wahlgang mehr als zehn Prozent der Stimmen erhalten haben. Alle Listen, die im ersten Wahlgang mehr als fünf Prozent der Stimmen erhalten haben, erhalten die Möglichkeit, mit einer anderen Liste zu fusionieren. Drei Viertel der Sitze des Regionalrats werden proportional unter allen Listen verteilt, die im letzten Wahlgang mehr als fünf Prozent der Stimmen erhalten haben. Die siegreiche Liste mit mehr als 50 Prozent im ersten Wahlgang bzw. der größten Stimmenzahl im zweiten Wahlgang erhält zusätzlich das letzte Viertel der Sitze des Regionalrats.
Der Regionalrat tagt einmal im Trimester. Zwischen den Sitzungen wird er durch seinen ständigen Ausschuss (commission permanente) vertreten, der aus dem Präsidenten, den Vizepräsidenten und einem oder mehreren weiteren Mitgliedern des Regionalrates besteht und an den er einen Teil seiner Funktionen delegieren kann, mit Ausnahme der Verabschiedung des Haushaltsplanes und des Rechnungsabschlusses.
Der Präsident des Regionalrates (président du conseil régional) leitet die Exekutive der Region. Er wird auf der ersten Sitzung eines neu gewählten Regionalrates mit absoluter Mehrheit gewählt. Ist nach zwei Wahlgängen niemand mit absoluter Mehrheit gewählt worden, wird er im dritten Wahlgang mit relativer Mehrheit gewählt.
Der Conseil économique, social et environmemental régional (CESER) ist ein beratendes Organ, das aus Angehörigen von sozioökonomischen und gesellschaftlichen Gruppen besteht, die vom Regionalpräfekten für sechs Jahre berufen werden. Der CESER muss vor der Beschlussfassung des Regionalrates über Grundsatzfragen wie z. B. den Haushaltsplan der Region oder die Entwicklungsplanungsabkommen zwischen Staat und Region (contrats de plan État-Région) obligatorisch angehört werden und kann auch zu allen anderen Fragen, die in die Kompetenz der Region fallen, jederzeit aus eigener Initiative Stellung nehmen.
In den Übersee-Regionen Guadeloupe und La Réunion existieren für das jeweils gleiche geographische Gebiet nebeneinander ein Regionalrat und ein Départementrat, die jeweils die den Regionen beziehungsweise den Départements zukommenden Befugnisse ausüben.
Als Gebietskörperschaft mit Sonderstatus hat Korsika nicht die Organe einer Region, sondern eine Versammlung (Assemblée de Corse), die weiterhin nach reinem Verhältniswahlrecht gewählt wird, und einen dieser gegenüber verantwortlichen Exekutivrat (conseil exécutif). Diese haben sowohl die Kompetenzen einer Region als auch die eines Départements.

##### Kompetenzen
Der Regionalrat ist nach aktueller Gesetzeslage dafür zuständig, „die wirtschaftliche, soziale, gesundheitliche, kulturelle und wissenschaftliche Entwicklung der Region zu fördern, den Zugang zum Wohnraum und die Verbesserung der Wohnverhältnisse zu unterstützen, die Städtebaupolitik und die Stadtsanierung zu unterstützen, die Bildungspolitik, die Regionalplanung und die gleichmäßige Entwicklung seines Gebietes zu unterstützen sowie die Bewahrung der regionalen Identität und die Förderung der Regionalsprachen sicherzustellen, unter Rücksichtnahme auf die Integrität, die Autonomie und die Zuständigkeiten der Départements und der Gemeinden“. Er kann im Übrigen komplementär zum Staat und den anderen in der jeweiligen Region vorhandenen Gebietskörperschaften und Établissements publics tätig werden, soweit es die Gesetze über die Kompetenzverteilung zwischen Staat und Gebietskörperschaften für das jeweilige Sachgebiet vorsehen.
In der Praxis ist der größte Haushaltsposten im Budget der Regionen heute das Verkehrswesen, vor allem die Modernisierung der Verkehrsnetze. Des Weiteren sind die Regionen zuständig für den Bau und den Unterhalt der Gebäude der lycées (höheren Mittelschulen), die Ausarbeitung allgemeiner regionaler Entwicklungsstrategien im Bereich der Hochschul- und Berufsbildung, Wissenschaft, Forschung und Innovation, Arbeitsmarktpolitik und Wirtschaftsförderung, die Festlegung von Zielen im Bereich der Regionalplanung und des Umweltschutzes und die Verwaltung bestimmter Förderprogramme der EU, z. B. des Europäischen Agrarfonds. Im Übrigen sind sie für die Unterstützung von Sport und Kultur sowie gemeinsam mit den anderen Ebenen der Gebietskörperschaften für den Tourismus zuständig.

## Übersichtstabelle
| Französische Regionen        | Französische Regionen                             | Französische Regionen                                                                            | Französische Regionen   | Französische Regionen | Französische Regionen | Französische Regionen |
| Region                       | Status der Gebietskörperschaft                    | Hauptort                                                                                         | Anzahl der Départements | Fläche in km²         | Einwohner             | ISO Code 3166-2       |
| ---------------------------- | ------------------------------------------------- | ------------------------------------------------------------------------------------------------ | ----------------------- | --------------------- | --------------------- | --------------------- |
| Auvergne-Rhône-Alpes         | Region                                            | Lyon                                                                                             | 13                      | 70.795,00             | 8.114.400 (2021)      | FR-ARA                |
| Bourgogne-Franche-Comté      | Region                                            | Dijon (Hauptort, Präfektur, Tagungsort des Regionalrats), Besançon (Sitz der Regionalverwaltung) | 8                       | 47.963,14             | 2.800.200 (2021)      | FR-BFC                |
| Bretagne                     | Region                                            | Rennes                                                                                           | 4                       | 27.407,75             | 3.394.600 (2021)      | FR-BRE                |
| Centre-Val de Loire          | Region                                            | Orléans                                                                                          | 6                       | 39.469,75             | 2.573.300 (2021)      | FR-CVL                |
| Französisch-Guayana (Guyane) | Collectivité territoriale unique in Übersee       | Cayenne                                                                                          | 1                       | 83.533,9              | 288.382 (2022)        | FR-973                |
| Grand Est                    | Region                                            | Straßburg (Strasbourg)                                                                           | 10                      | 57.704,90             | 5.561.300 (2021)      | FR-GES                |
| Guadeloupe                   | Region in Übersee                                 | Basse-Terre                                                                                      | 1                       | 1.628,4               | 383.569 (2022)        | FR-971                |
| Hauts-de-France              | Region                                            | Lille                                                                                            | 5                       | 32.002,07             | 5.995.300 (2021)      | FR-HDF                |
| Île-de-France                | Region                                            | Paris                                                                                            | 8                       | 12.064,55             | 12.317.300 (2021)     | FR-IDF                |
| Korsika (Corse)              | Collectivité territoriale unique mit Sonderstatus | Ajaccio                                                                                          | 2                       | 8.759,82              | 347.600 (2021)        | FR-20R                |
| Martinique                   | Collectivité territoriale unique in Übersee       | Fort-de-France                                                                                   | 1                       | 1.128,0               | 361.019 (2022)        | FR-972                |
| Mayotte                      | Collectivité territoriale unique in Übersee       | Mamoudzou                                                                                        | 1                       | 374,0                 | 256.518 (2017)        | FR-976                |
| Normandie                    | Region                                            | Rouen                                                                                            | 5                       | 30.149,17             | 3.328.000 (2021)      | FR-NOR                |
| Nouvelle-Aquitaine           | Region                                            | Bordeaux                                                                                         | 12                      | 84.749,10             | 6.069.400 (2021)      | FR-NAQ                |
| Okzitanien (Occitanie)       | Region                                            | Toulouse                                                                                         | 13                      | 73.412,15             | 6.022.200 (2021)      | FR-OCC                |
| Pays de la Loire             | Region                                            | Nantes                                                                                           | 5                       | 32.363,53             | 3.854.000 (2021)      | FR-PDL                |
| Provence-Alpes-Côte d’Azur   | Region                                            | Marseille                                                                                        | 6                       | 31.688,83             | 5.127.800 (2021)      | FR-PAC                |
| Réunion (La Réunion)         | Region in Übersee                                 | Saint-Denis                                                                                      | 1                       | 2.503,7               | 881.348 (2022)        | FR-974                |

## Geschichte

### Vorgeschichte

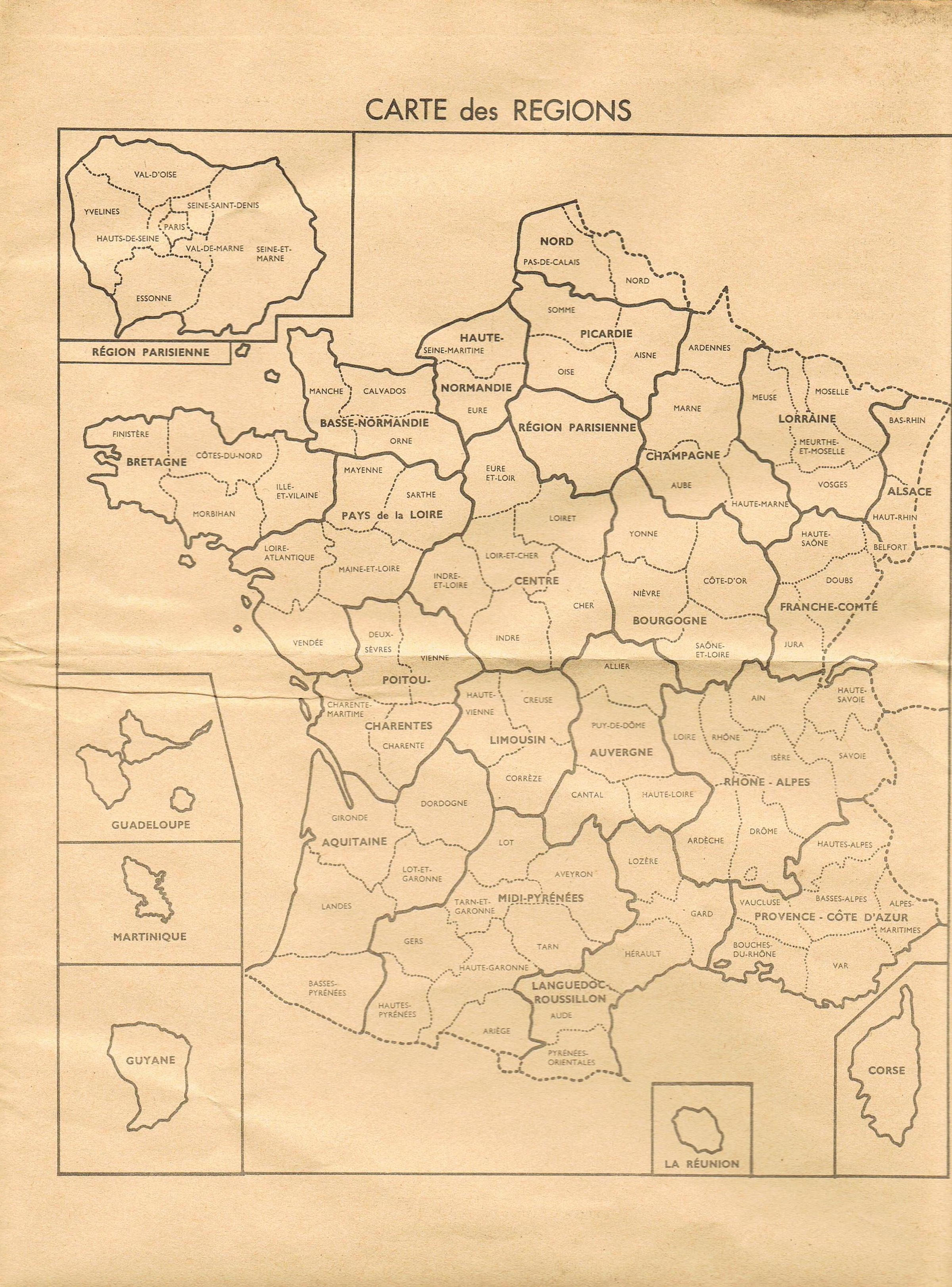
Projekt der Regionalisierung auf einer Karte aus dem Jahr 1969

Die 34 historischen Provinzen des Königreichs Frankreich wurden infolge der Französischen Revolution aufgelöst. Ab 1790 waren die Départements – zunächst 83 – die höchste Verwaltungseinheit unterhalb des Zentralstaats. Zu einer Zusammenfassung mehrerer Départements zu größeren Regionen kam es erstmals 1919 durch einen Erlass des Handels- und Industrieministers Étienne Clémentel, durch die jeweils die Handelskammern mehrerer Départements zu einer regionalen Handelskammer zusammengefasst wurden. Während des Vichy-Regimes wurden 1941 die Départements zu 18 Regionen zusammengefasst (die sich weitgehend mit den späteren Programmregionen deckten) und Regionalpräfekten unterstellt. Dabei wurde symbolisch auf die historischen, vorrevolutionären Provinzen Bezug genommen. Diese Regionen wurden unmittelbar nach der Befreiung Frankreichs wieder aufgelöst.

### Programmregionen
Die Verwaltungs- und Gebietskörperschaftsebene der späteren französischen Regionen, bestehend aus jeweils mehreren Departementen, wurde 1956 als Programmregionen (régions de programme) zur Koordinierung der staatlichen Regionalplanung geschaffen. Ab 1960 trugen die Regionen die Bezeichnung Circonscriptions d’action régionale. 1964 wurden für die Regionen Kommissionen für Regionale wirtschaftliche Entwicklung, Commissions de Développement Économique Régional, geschaffen. Die Zugehörigkeit der Departemente zu den jeweiligen Regionen wurde seither mehreren Reformen unterzogen.
1969 lehnten die französischen Wähler in einem Referendum das Projekt zur Reform der Regionen (und des Senats), das ihnen Staatspräsident Charles de Gaulle vorgelegt hatte, mehrheitlich ab. Das Projekt sah die Institutionalisierung der Regionen als Gebietskörperschaften vor, was dann aber zunächst nicht umgesetzt wurde. Die Niederlage führte (neben seinem Gesundheitszustand) zum Rücktritt von de Gaulle als Präsident. 1970 wurde die Region Provence-Alpes-Côte d’Azur-Corse in die eigenständigen Regionen Provence-Alpes-Côte d’Azur und Korsika getrennt.

### Gründung von Établissements publics
Mit dem Gesetz vom 5. Juli 1972 (loi nº 72-619) erhielten die Regionen eine eigene Rechtspersönlichkeit mit dem Status von établissements publics unter Leitung eines Regionalpräfekten (préfet de région). Die Commissions de Développement Économique Régional wurden mit Wirkung ab 1973 in Regionalräte (conseils régionaux) umbenannt. Die Übersee-Départements erhielten 1972 ebenfalls den Status von Regionen. 1976 wurde das Gebiet um die französische Hauptstadt Paris, das bis dahin die Bezeichnung Région Parisienne trug, unter dem Namen Île-de-France mit den übrigen Regionen gleichgestellt.

### Schaffung von regionalen Gebietskörperschaften
Durch die Dezentralisierungsgesetze vom 2. März 1982 erhielten die Regionen den Status von Gebietskörperschaften (collectivités territoriales) mit direkt gewählten Volksvertretungen, wie ihn bis dahin nur die Gemeinden und die Départements besessen hatten. Korsika wurde 1982 eine Region mit Sonderstatus und hatte von diesem Jahr an eine direkt gewählte Regionalversammlung. In den Überseeregionen fanden die ersten Regionalwahlen schon 1983 statt.
Im Jahre 1986 wurden die Regionalräte (conseils régionaux) auch in den Regionen mit Normalstatus erstmals direkt gewählt. Regionalwahlen finden seitdem alle sechs Jahre statt. Bei den Wahlen der Regionalräte 1986, 1992 und 1998 wurde ein reines Verhältniswahlsystem eingesetzt; seit den Wahlen vom März 2004 wird ein neues Wahlverfahren eingesetzt. Seitdem gilt ein Wahlrecht nach Listen mit zwei Wahlgängen und einer „Mehrheitsprämie“ für diejenige Liste, die den zweiten Wahlgang gewinnt.
Die Befugnisse der Regionen gegenüber denen der Zentralregierung wurden schrittweise erweitert. Im Jahre 1991 wurde Korsika eine Gebietskörperschaft mit Sonderstatus.
Durch die Verfassungsreform 2003 wurde die Existenz der Regionen als Gebietskörperschaften in der Verfassung festgeschrieben. 2011 kam Mayotte nach einer Volksabstimmung 2009 als Überseeregion (DOM-ROM) hinzu.

#### Liste der Regionen Frankreichs 2011 bis 2015

Französische Regionen 2011 bis Ende 2015

Französische Regionen mit den zugehörigen Départements (2011-2015)

Legende:
Flächenanteil insg.: Flächenanteil am gesamten Staatsgebiet (Landmasse) inkl. Übersee in Prozent
Flächenanteil Mutterland: Flächenanteil am Mutterland Frankreich (France métropolitaine) in Europa in Prozent
BIP: Bruttoinlandsprodukt in Euro pro Kopf (2008)
AQ: Arbeitslosenquote in Prozent (2009)
| Ehemalige Region (bis 2015)  | Flagge               | Hauptort               | Einwohner         | Fläche [km²] | Flächenanteil | Flächenanteil  | Bevölkerungsdichte [Ew. je km²] | BIP [€] | AQ [%] | ISO-Code |
| Ehemalige Region (bis 2015)  | Flagge               | Hauptort               | Einwohner         | Fläche [km²] | insg. [%]     | Mutterland [%] | Bevölkerungsdichte [Ew. je km²] | BIP [€] | AQ [%] | ISO-Code |
| ---------------------------- | -------------------- | ---------------------- | ----------------- | ------------ | ------------- | -------------- | ------------------------------- | ------- | ------ | -------- |
| Aquitaine (Aquitanien)       | Aquitanien           | Bordeaux               | 3.551.431 (2022)  | 41.283,9     | 6,5           | 7,6            | 86                              | 27.562  | 8,7    | FR-B     |
| Auvergne                     | Auvergne             | Clermont-Ferrand       | 1.371.660 (2022)  | 26.012,9     | 4,1           | 4,8            | 52,7                            | 25.630  | 8,4    | FR-C     |
| Basse-Normandie              |                      | Caen                   | 1.477.564 (2022)  | 17.589,3     | 2,8           | 3,2            | 84                              | 24.813  | 9,0    | FR-P     |
| Bretagne                     | Bretagne             | Rennes                 | 3.422.845 (2022)  | 27.207,9     | 4,3           | 5,0            | 125,8                           | 26.547  | 7,7    | FR-E     |
| Bourgogne (Burgund)          | Burgund              | Dijon                  | 1.622.908 (2022)  | 31.582,0     | 5,0           | 5,8            | 51,4                            | 26.427  | 8,5    | FR-D     |
| Centre                       |                      | Orléans                | 2.581.597 (2022)  | 39.150,9     | 6,2           | 7,2            | 65,9                            | 26.541  | 8,4    | FR-F     |
| Champagne-Ardenne            | Champagne-Ardenne    | Châlons-en-Champagne   | 1.312.252 (2022)  | 25.605,8     | 4,0           | 4,7            | 51,2                            | 27.835  | 10,0   | FR-G     |
| Alsace (Elsass)              | Elsass               | Strasbourg (Straßburg) | 1.920.462 (2021)  | 8.280,2      | 1,3           | 1,5            | 231,9                           | 28.470  | 8,4    | FR-A     |
| Franche-Comté                | Franche-Comté        | Besançon               | 1.181.069 (2022)  | 16.202,3     | 2,5           | 2,0            | 72,9                            | 25.010  | 9,7    | FR-I     |
| Guyane (Französisch-Guayana) | Franzosisch-Guayana  | Cayenne                | 288.382 (2022)    | 83.533,9     | 13,6          |                | 3,5                             |         |        | FR-GF    |
| Guadeloupe                   | Guadeloupe           | Basse-Terre            | 383.569 (2022)    | 1.628,4      | 0,3           |                | 235,5                           |         |        | FR-GP    |
| Haute-Normandie              | Haute-Normandie      | Rouen                  | 1.861.510 (2022)  | 12.317,4     | 1,9           | 2,3            | 151,1                           | 27.990  | 10,2   | FR-Q     |
| Île-de-France                |                      | Paris                  | 12.380.964 (2022) | 12.012,3     | 1,9           | 2,2            | 1.030,7                         | 47.155  | 7,8    | FR-J     |
| Corse (Korsika)              | Korsika              | Ajaccio                | 351.276 (2022)    | 8.679,8      | 1,4           | 1,6            | 40,5                            | 24.232  | 8,3    | FR-H     |
| Languedoc-Roussillon         | Languedoc-Roussillon | Montpellier            | 2.928.581 (2022)  | 27.375,7     | 4,3           | 5,0            | 107                             | 23.726  | 12,4   | FR-K     |
| Limousin                     |                      | Limoges                | 728.087 (2022)    | 16.942,3     | 2,7           | 3,1            | 43                              | 24.794  | 7,7    | FR-L     |
| Lorraine (Lothringen)        | Lothringen           | Metz                   | 2.323.064 (2022)  | 23.547,4     | 3,7           | 4,3            | 98,7                            | 24.606  | 9,9    | FR-M     |
| Martinique                   | Martinique           | Fort-de-France         | 361.019 (2022)    | 1.128,0      | 0,2           |                | 320,1                           |         |        | FR-MQ    |
| Mayotte                      | Mayotte              | Mamoudzou              | 256.518 (2017)    | 374,0        | 0,1           |                | 685,9                           |         |        | FR-YT    |
| Midi-Pyrénées                |                      | Toulouse               | 3.152.150 (2022)  | 45.347,9     | 7,1           | 8,3            | 69,5                            | 27.384  | 9,0    | FR-N     |
| Nord-Pas-de-Calais           | Nord-Pas-de-Calais   | Lille                  | 4.077.093 (2022)  | 12.414,1     | 2,0           | 2,3            | 328,4                           | 24.866  | 12,8   | FR-O     |
| Pays de la Loire             |                      | Nantes                 | 3.879.216 (2022)  | 32.081,8     | 5,0           | 5,9            | 120,9                           | 27.533  | 8,2    | FR-R     |
| Picardie                     | Picardie             | Amiens                 | 1.921.823 (2022)  | 19.399,5     | 3,1           | 3,6            | 99,1                            | 23.890  | 10,8   | FR-S     |
| Poitou-Charentes             | Poitou-Charentes     | Poitiers               | 1.833.866 (2022)  | 25.809,5     | 4,1           | 4,7            | 71,1                            | 25.259  | 8,9    | FR-T     |
| Provence-Alpes-Côte d’Azur   |                      | Marseille              | 5.170.312 (2022)  | 31.399,8     | 4,9           | 5,8            | 164,7                           | 28.949  | 10,3   | FR-U     |
| Réunion                      | Reunion              | Saint-Denis            | 881.348 (2022)    | 2.503,7      | 0,4           |                | 352                             |         |        | FR-RE    |
| Rhône-Alpes                  | Rhône-Alpes          | Lyon                   | 6.792.224 (2022)  | 43.698,2     | 6,9           | 8,0            | 155,4                           | 30.601  | 8,6    | FR-V     |

### Neugliederung der Regionen 2014/2015
2014/2015 wurde eine Neugliederung vorgenommen, die die Mehrzahl der Regionen des französischen Mutterlandes betraf und Anfang 2016 in Kraft trat.
Am 2. Juni 2014 schlug Präsident François Hollande eine Neugestaltung der französischen Regionen vor. Die Zahl der Regionen sollte demnach durch Vereinigung bestehender Regionen von 22 auf 14 verringert werden. Das Ziel der neuen Einteilung ist eine Effizienzsteigerung der Verwaltung, um der Verschuldung Frankreichs entgegenzuwirken.
Hollande mahnte zur Eile, da dies ein wichtiges Projekt für die Zukunft Frankreichs sei, das nicht verschleppt werden dürfe. Es gab zahlreiche Diskussionen und Meinungsäußerungen, welche Regionen fusioniert werden sollten. Zum Beispiel plädierte Ségolène Royal für eine Fusion der Regionen Pays de la Loire mit Poitou-Charentes; Jean-Marc Ayrault dagegen für eine Vereinigung seiner Heimatregion (Pays de la Loire) mit der Bretagne. In der Normandie stritt man darum, welche die Hauptstadt einer vereinigten Normandie sein sollte – eine der bisherigen, Rouen oder Caen, oder neu Le Havre. Auch die Fusion von Midi-Pyrénées und Languedoc-Roussillon sowie Picardie und Champagne-Ardenne wurde kritisch gesehen.
Am 9. Juli 2014 wurde ein modifizierter Vorschlag präsentiert, der 13 Regionen vorsah. Wesentliche Änderungen im Vergleich zum Vorentwurf waren die folgenden: Limousin und Poitou-Charentes wurden mit Aquitaine fusioniert, die Picardie mit Nord-Pas-de-Calais und die Champagne-Ardenne mit Lothringen und dem Elsass. Auch dieser Vorschlag stieß auf Kritik. Die intransparente und als chaotisch wahrgenommene Vorbereitung führte zu Unmut; so kam es im Elsass zu größeren Protesten gegen die Fusion. Im französischen Parlament stimmten die Abgeordneten der Front de gauche, der Grünen, der Parti radical de gauche, der UMP und der UDI mehrheitlich dagegen, die Sozialisten stimmten dafür. Insbesondere die UMP-Abgeordneten aus dem Elsass agitierten bis zuletzt vehement gegen den Plan. Der Gesetzentwurf wurde in erster Lesung am 23. Juli 2014 in der Nationalversammlung und am 21. Oktober 2014 im Senat angenommen. Die endgültige Annahme durch das französische Parlament erfolgte am 17. Dezember 2014 und trat zum 1. Januar 2016 in Kraft. Nach der Bestätigung durch den Verfassungsrat wurden die entsprechenden Regelungen im Gesetz Nr. 2015–29 vom 16. Januar 2015 verkündet.
In der Regel wurde den Regionen als provisorischer Name die Verbindung der bisherigen Regionsnamen in alphabetischer Reihenfolge zugeordnet (Ausnahme: Normandie), der endgültige Regionsname wurde bis zum 1. Oktober 2016 durch Dekret des Staatsrates festgesetzt. Frühzeitig war Straßburg als Sitz der fusionierten Region im Nordosten Frankreichs festgelegt worden, am 31. Juli 2015 legte die französische Regierung auch für die übrigen neuen Regionen provisorisch den Sitz der Regionalpräfektur fest. Sechs Regionen waren von der Neugliederung ausgenommen.
Die ersten Wahlen zu den Regionalräten der neu formierten Regionen fanden am 6. und 13. Dezember 2015 statt.
| Französische Regionen in Europa ab 2016 | Französische Regionen in Europa ab 2016                  | Französische Regionen in Europa ab 2016 | Französische Regionen in Europa ab 2016 | Französische Regionen in Europa ab 2016 | Französische Regionen in Europa ab 2016 | Französische Regionen in Europa ab 2016 | Französische Regionen in Europa ab 2016 |
| Neue Region                             | Karte                                                    | Fusionen                                | Hauptort                                | Départements                            | Fläche in km²                           | Einwohner                               | ISO Code                                |
| --------------------------------------- | -------------------------------------------------------- | --------------------------------------- | --------------------------------------- | --------------------------------------- | --------------------------------------- | --------------------------------------- | --------------------------------------- |
| Île-de-France                           | Lage der Region Île-de-France in Frankreich              | unverändert                             | Paris                                   | 8                                       | 12.064,55                               | 12.326.429                              | FR-IDF                                  |
| Auvergne-Rhône-Alpes                    | Lage der Region Auvergne-Rhône-Alpes in Frankreich       | Auvergne, Rhône-Alpes                   | Lyon                                    | 13                                      | 70.795,00                               | 7.994.459                               | FR-ARA                                  |
| Nouvelle-Aquitaine                      | Lage der Region Nouvelle-Aquitaine in Frankreich         | Aquitaine, Poitou-Charentes, Limousin   | Bordeaux                                | 12                                      | 84.749,10                               | 5.979.778                               | FR-NAQ                                  |
| Hauts-de-France                         | Lage der Region Hauts-de-France in Frankreich            | Nord-Pas-de-Calais, Picardie            | Lille                                   | 5                                       | 32.002,07                               | 6.004.108                               | FR-HDF                                  |
| Provence-Alpes-Côte d’Azur              | Lage der Region Provence-Alpes-Côte d’Azur in Frankreich | unverändert                             | Marseille                               | 6                                       | 31.688,83                               | 5.052.832                               | FR-PAC                                  |
| Bretagne                                | Lage der Region Bretagne in Frankreich                   | unverändert                             | Rennes                                  | 4                                       | 27.407,75                               | 3.335.414                               | FR-BRE                                  |
| Centre-Val de Loire                     | Lage der Region Centre-Val de Loire in Frankreich        | unverändert                             | Orléans                                 | 6                                       | 39.469,75                               | 2.572.853                               | FR-CVL                                  |
| Pays de la Loire                        | Lage der Region Pays de la Loire in Frankreich           | unverändert                             | Nantes                                  | 5                                       | 32.363,53                               | 3.781.423                               | FR-PDL                                  |
| Grand Est                               | Lage der Region Grand Est in Frankreich                  | Elsass, Champagne-Ardenne, Lothringen   | Straßburg                               | 10                                      | 57.704,90                               | 5.550.389                               | FR-GES                                  |
| Normandie                               | Lage der Region Normandie in Frankreich                  | Haute-Normandie, Basse-Normandie        | Rouen                                   | 5                                       | 30.149,17                               | 3.327.477                               | FR-NOR                                  |
| Bourgogne-Franche-Comté                 | Lage der Region Bourgogne-Franche-Comté in Frankreich    | Bourgogne, Franche-Comté                | Dijon                                   | 8                                       | 47.963,14                               | 2.807.807                               | FR-BFC                                  |
| Okzitanien                              | Lage der Region Okzitanien in Frankreich                 | Languedoc-Roussillon, Midi-Pyrénées     | Toulouse                                | 13                                      | 73.412,15                               | 5.885.496                               | FR-OCC                                  |
| Korsika (Collectivité territoriale)     | Lage der Region Korsika in Frankreich                    | unverändert                             | Ajaccio                                 | 2                                       | 8.759,82                                | 338.554                                 | FR-COR                                  |